# Łędławki
Łędławki (deutsch Linglack) ist ein Ort in der polnischen Woiwodschaft Ermland-Masuren. Er gehört zur Gmina Bisztynek (Stadt- und Landgemeinde Bischofstein) im Powiat Bartoszycki (Kreis Bartenstein).

## Geographische Lage
Łędławki liegt in der nördlichen Mitte der Woiwodschaft Ermland-Masuren, 15 Kilometer nordwestlich der früheren Kreisstadt Rößel (polnisch Reszel) bzw. 18 Kilometer südöstlich der heutigen Kreismetropole Bartoszyce (deutsch Bartenstein).

## Geschichte
Das weit gestreute Dorf, das vor 1785 noch Rosengarten hieß, wurde 1362 gegründet: Am 20. Dezember 1362 wurde dem Prußen Talnik Land für das Dorf Rosengarten verschrieben. Am 16. Dezember 1419 erneuerte Bischof Johannes Abezier das Krugprivileg für Nicolas Santireme.
Im Jahre 1785 wurde Linglack als „königliches Dorf“ mit 25 Feuerstellen im Kreis Heilsberg erwähnt, im Jahre 1820 als „königliches Bauern- und köllmisches Dorf“ mit 28 Feuerstellen bei 198 Einwohnern.
Als 1874 der Amtsbezirk Sturmhübel (polnisch Grzęda) im ostpreußischen Kreis Rößel gebildet wurde, wurde Linglack ein Teil davon. Die Zahl der Einwohner Linglacks stieg bis 1886 auf 286, sank dann aber stetig auf 244 im Jahre 1910 bzw. auf 218 und 208 in den Jahren 1933 und 1939.
Als 1945 in Kriegsfolge das gesamte südliche Ostpreußen an Polen fiel, erhielt Linglack die polnische Namensform „Łędławki“. Das Dorf ist heute in die Stadt- und Landgemeinde Bisztynek (Bischofstein) im Powiat Bartoszycki (Kreis Bartenstein) eingegliedert, zwischen 1975 und 1998 der Woiwodschaft Olsztyn, seither der Woiwodschaft Ermland-Masuren zugehörig. Im Jahre 2021 zählte Łędławki 105 Einwohner.

## Kirche
Bis 1945 war Linglack in die evangelische Kirche Bischofstein in der Kirchenprovinz Ostpreußen der Kirche der Altpreußischen Union, außerdem in die römisch-katholische Kirche Plausen (polnisch Paluzy) im damaligen Bistum Ermland eingepfarrt.
Heute gehört Łędławki katholischerseits weiterhin zu Paluzy, das heute im Erzbistum Ermland liegt. Evangelischerseits ist das Dorf zur Kirche Bartoszyce (Bartenstein) hin orientiert, die eine Filialkirche der Pfarrei Kętrzyn (Rastenburg) in der Diözese Masuren der Evangelisch-Augsburgischen Kirche in Polen ist.

## Verkehr
Łędławki liegt am Kreuzungspunkt zweier Nebenstraßen, die von Bisztynek (Bischofstein) nach Grzęda (Sturmhübel) bzw. von Sątopy-Samulewo (Bischdorf) nach Paluzy (Plausen) führen.
Eine Anbindung an den Bahnverkehr besteht nicht.